# Орландо Берріо
Орландо Берріо (ісп. Orlando Berrío, нар. 14 лютого 1991, Картахена) — колумбійський футболіст, нападник клубу «Фламенго» та національної збірної Колумбії.

## Клубна кар'єра

### «Атлетіко Насьйональ»
Народився 14 лютого 1991 року в місті Картахена. Вихованець юнацьких команд футбольних клубів «Експресо Рохо» та «Атлетіко Насьйональ», в якому він почав професійну кар'єру в 2009 році. У першому ж сезоні він зіграв за «атлетів» в 22 матчах першості країни, але не зумів забити жодного гола. Перший гол у Прімері Берріо забив 8 квітня 2010 року у ворота «Америки» з Калі. Всього в Апертурі-2010 Берріо забив п'ять голів, але вже у Фіналісасьйоні того ж року його результативність скоротилася до нуля, і футболіст був відданий в оренду в «Мільйонаріос».
У столичній команді Берріо провів лише півсезону, також не забивши в чемпіонаті жодного гола, після чого «Атлетіко Насьйональ» віддав гравця в річну оренду в «Патріотас».
У середині 2013 року Орландо Берріо повернувся в «Атлетіко Насьйональ». В команді він грав в основному роль відтягнутого форварда, періодично самостійно завершуючи атаки. З «Атлетіко» Берріо чотири рази вигравав чемпіонат Колумбії, ставав володарем Кубка країни і переможцем Суперліги Колумбії. У 2014 році допоміг команді дійти до фіналу Південноамериканського кубка. В цьому турнірі він взяв участь у чотирьох матчах і забив один гол (у фіналі) у ворота аргентинського «Рівер Плейта».
У розіграші Кубка Лібертадорес 2016 року, в якому «атлети» стали переможцями, Беррио зіграв у 12 матчах і забив 4 голи. При цьому саме Берріо забив найважливіший гол «Росаріо Сентралю» у повторній чвертьфінальній грі. Нападник вийшов на заміну на 36-й хвилині замість Себастьяна Переса і на 95-й хвилині з передачі капітана Алексіса Енрікеса забив третій м'яч у ворота аргентинської команди, що зробило рахунок за підсумками двох матчів 3:2 на користь колумбійців. На полі зав'язалася бійка і Берріо дав волю емоціям, звинувативши воротаря «Росаріо Сентраля» уругвайця Себастьяна Сосу в расизмі. За недисципліновану поведінку Берріо отримав червону картку і не зіграв в першому півфіналі проти «Сан-Паулу». На післяматчевій прес-конференції Берріо вибачився за свій вчинок, а головний тренер «Атлетіко Насьоналя» Рейнальдо Руеда похвалив футболіста за високий рівень гри.

### «Фламенго»
27 січня 2017 року Берріо перейшов в бразильський «Фламенго», підписавши контракт з «рубро-негрос» строком на чотири роки. У перший же рік допоміг команді виграти чемпіонат штату і дійти до фіналів Кубка Бразилії і Південноамериканського кубка. У 2018 році зайняв з «Фла» друге місце в Серії A.
Разом з командою 23 листопада 2019 року став володарем Кубка Лібертадорес. Також допоміг своїй команді виграти в 2019 році чемпіонат штату і чемпіонат Бразилії. Станом на 6 жовтня 2019 року відіграв за команду з Ріо-де-Жанейро 19 матчів в національному чемпіонаті.

## Виступи за збірні
2010 року залучався до складу молодіжної збірної Колумбії.
6 жовтня 2016 року дебютував в офіційних іграх у складі національної збірної Колумбії в матчі відбору на чемпіонат світу 2018 року проти Парагваю (1:0), вийшовши на заміну замість Хуана Куардадо на 82 хвилині гри.
| Дата       | Місто          | Господарі | Результат | Гості     | Турнір            | Голи | Примітки |
| ---------- | -------------- | --------- | --------- | --------- | ----------------- | ---- | -------- |
| 6-10-2016  | Асунсьйон      | Парагвай  | 0 – 1     | Колумбія  | Відбір до ЧС 2018 | -    | 82'      |
| 11-10-2016 | Барранкілья    | Колумбія  | 2 – 2     | Уругвай   | Відбір до ЧС 2018 | -    | 76'      |
| 10-11-2016 | Барранкілья    | Колумбія  | 0 – 0     | Чилі      | Відбір до ЧС 2018 | -    | 63'      |
| 26-1-2017  | Ріо-де-Жанейро | Бразилія  | 1 – 0     | Колумбія  | товариський матч  | -    | 46'      |
| 7-9-2019   | Маямі-Ґарденс  | Бразилія  | 2 – 2     | Колумбія  | товариський матч  | -    | 68'      |
| 10-9-2019  | Тампа          | Колумбія  | 0 – 0     | Венесуела | товариський матч  | -    | 71'      |
| Усього     |                | Матчів    | 6         |           | Голів             | 0    |          |

## Титули і досягнення
- Чемпіон Колумбії (4):

«Атлетіко Насьйональ»:  2011 (Апертура), 2013 (Фіналісасьйон), 2014 (Апертура), 2015 (Фіналісасьйон)
- Чемпіон Бразилії (1):

«Фламенго»: 2019
- Володар Кубка Колумбії (2):

«Атлетіко Насьйональ»: 2013, 2016
- Володар Суперліги Колумбії (1):

«Атлетіко Насьйональ»: 2016
- Переможець Ліги Каріока (2):

«Фламенго»: 2017, 2019
- Володар Кубка Лібертадорес (2):

«Атлетіко Насьйональ»: 2016
«Фламенго»: 2019
- Володар Рекопи Південної Америки (1):

«Фламенгу»: 2020
- Володар Суперкубка Бразилії (1):

«Фламенгу»: 2020